# Zorzines elagantissima
Zorzines elagantissima là một loài bướm đêm trong họ Noctuidae.